# Eodorcadion altaicum
Eodorcadion altaicum là một loài bọ cánh cứng trong họ Cerambycidae.